# Heinrich Wolff (Architekt)
Heinrich Wolff (* 30. Dezember 1880 in Neurode in Schlesien; † 20. Juni 1944 in Berlin-Buch) war ein deutscher Architekt und als Reichsbank-Baudirektor Leiter des Baubüros der Deutschen Reichsbank. 

## Leben

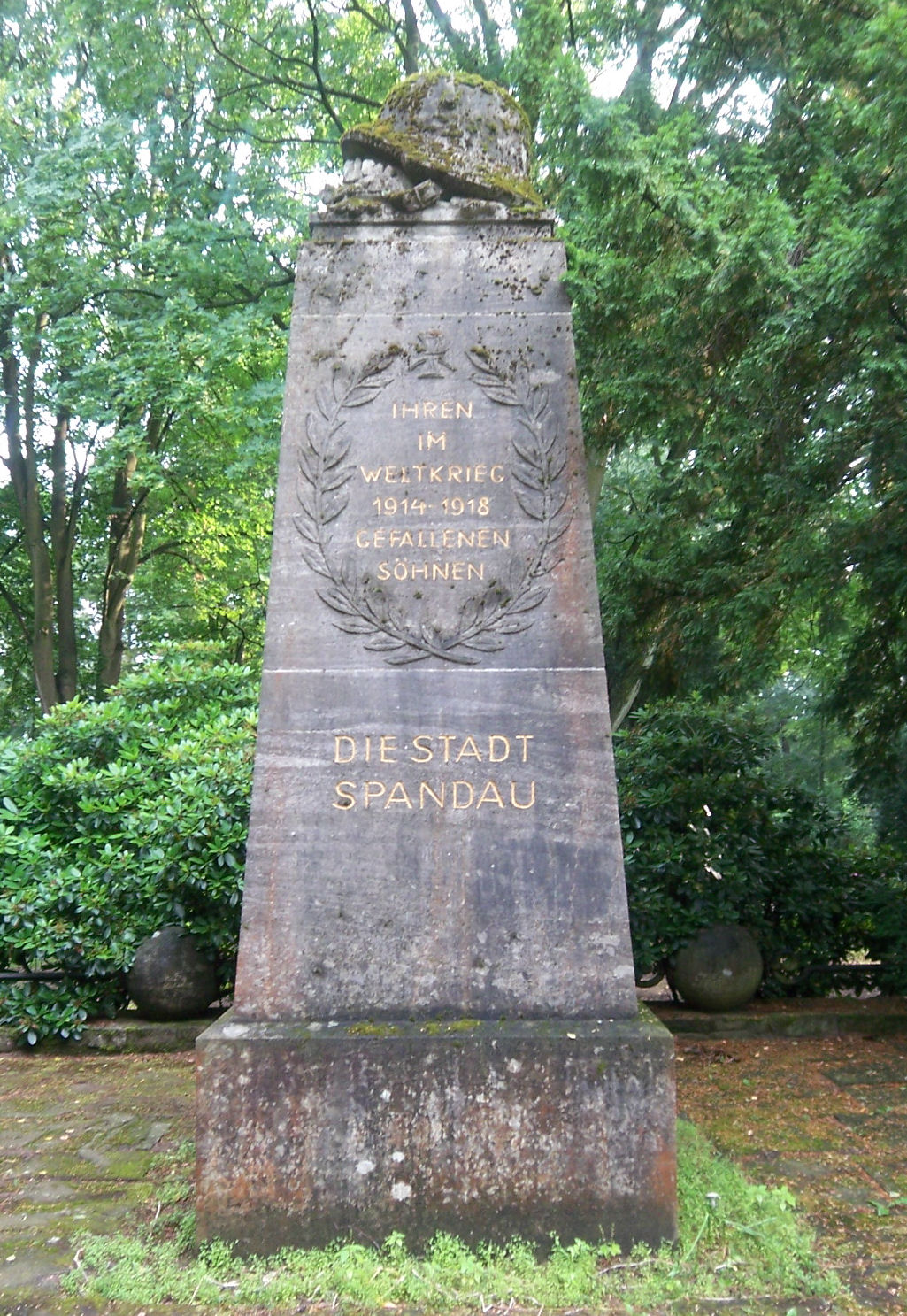
Stahlhelmdenkmal, Spandau (1919)

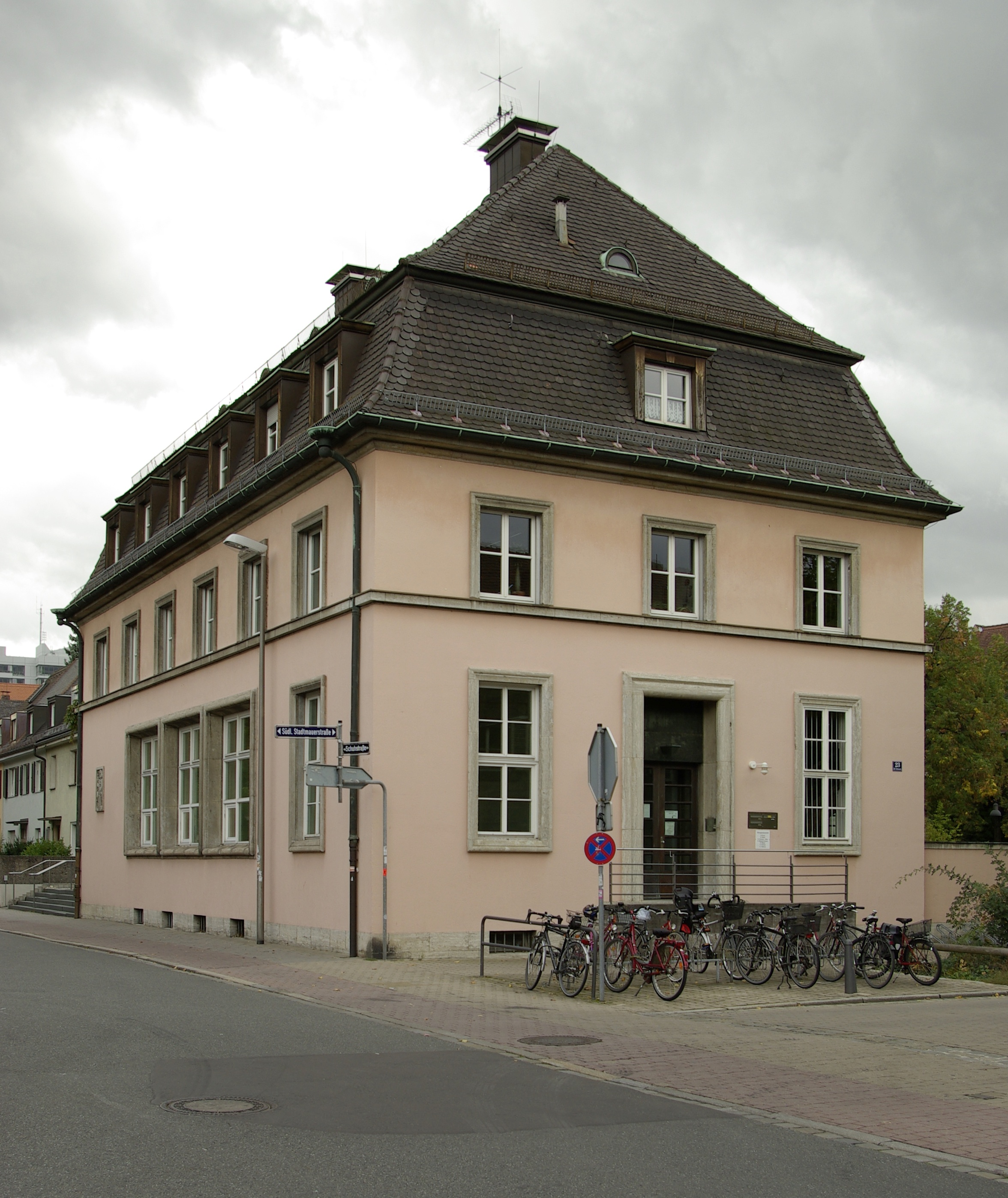
Reichsbank, Erlangen (1927)

Wolff belegte von 1902 bis 1904 ein Studium der Architektur an der Königlich Technischen Hochschule Berlin-Charlottenburg. Während des Studiums wurde er Mitglied im Akademischen Verein Motiv. 1904 erfolgte seine Immatrikulation an der TH München. 1906 legte er die Prüfung als Diplomingenieur in Berlin ab. Von 1908 bis 1911 erhielt Wolff eine Ausbildung zum Regierungsbaumeister. Wolff war als Soldat im Ersten Weltkrieg an der Westfront, in der Türkei und in Palästina eingesetzt. 1919 erfolgte seine Heirat mit Elisabeth Wolff, geb. Röther.

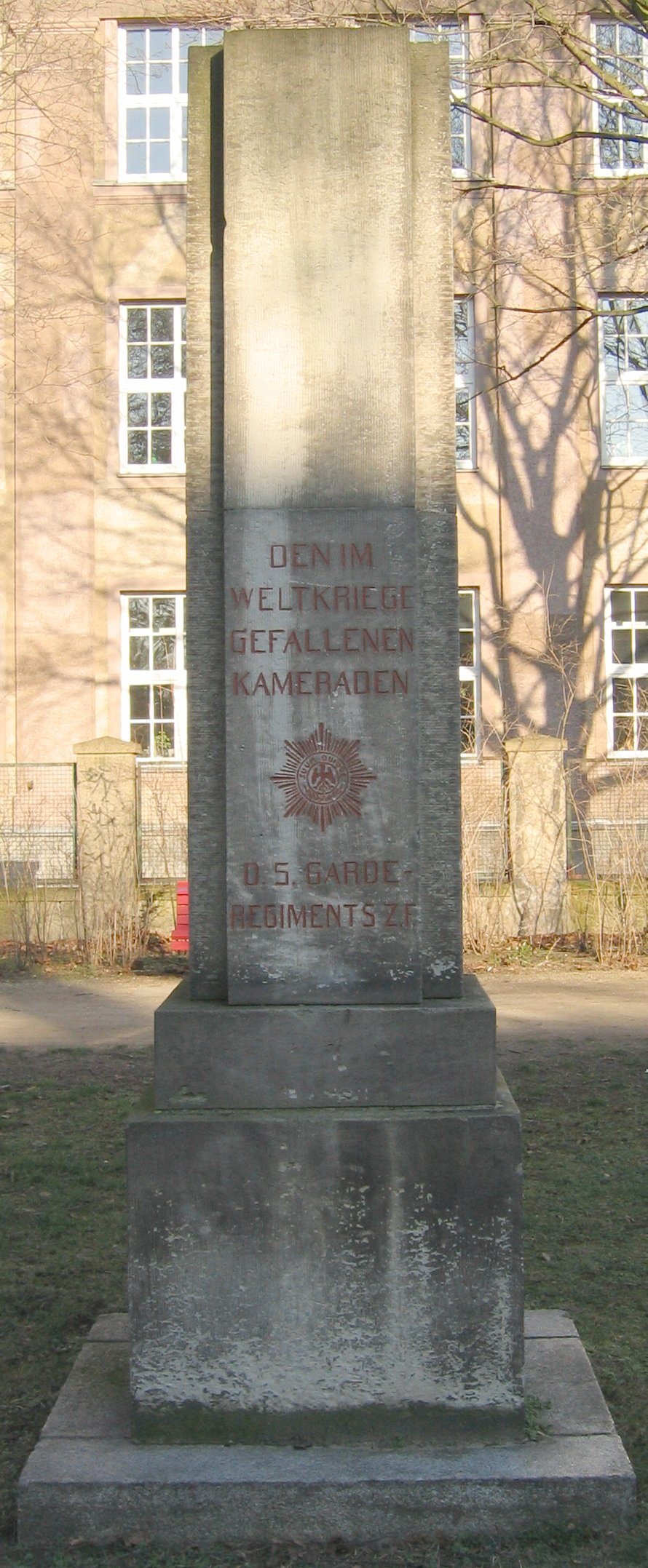
Denkmal für die Gefallenen des 5. Garde-Regiments zu Fuß, Spandau (1923)

1924 wurde Wolff Leiter des Reichsbankbaubüros. 1926 erfolgte die Übernahme der gesamten Bauverwaltung der Reichsbank. 1939 bekam er seine Ernennung zum Abteilungsdirigent beim Reichsbankdirektorium. 1944 erhielt Wolff eine Ernennung zum Professor durch Hitler.

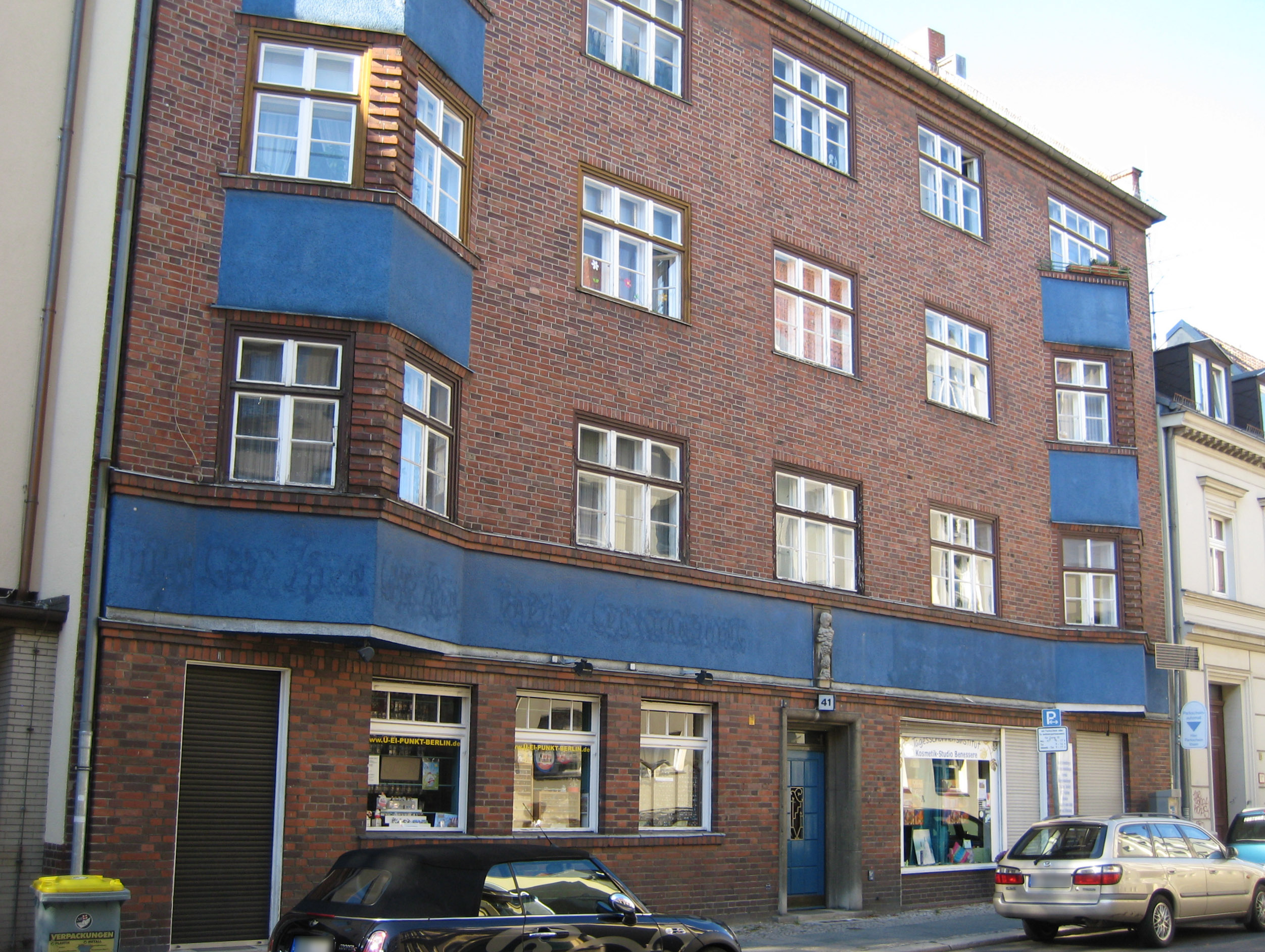
Jüdenstraße 41, Spandau (1929)

## Wirkung und Werke
Sein bekanntestes Bauwerk ist der Neubau der „Reichsbankerweiterung“ in Berlin (1934–1940, heute Sitz des Auswärtigen Amtes, vor 1990 des Zentralkomitees der SED der DDR). Der 1933 ausgeschriebene Wettbewerb unter dreißig ausgewählten bekannten deutschen Architekten, darunter z. B. auch Ludwig Mies van der Rohe und Walter Gropius, brachte überwiegend Entwürfe in modernem Stil hervor (vgl. Neues Bauen, Bauhaus, Klassische Moderne), die nicht den nationalsozialistischen Kulturidealen entsprachen. 

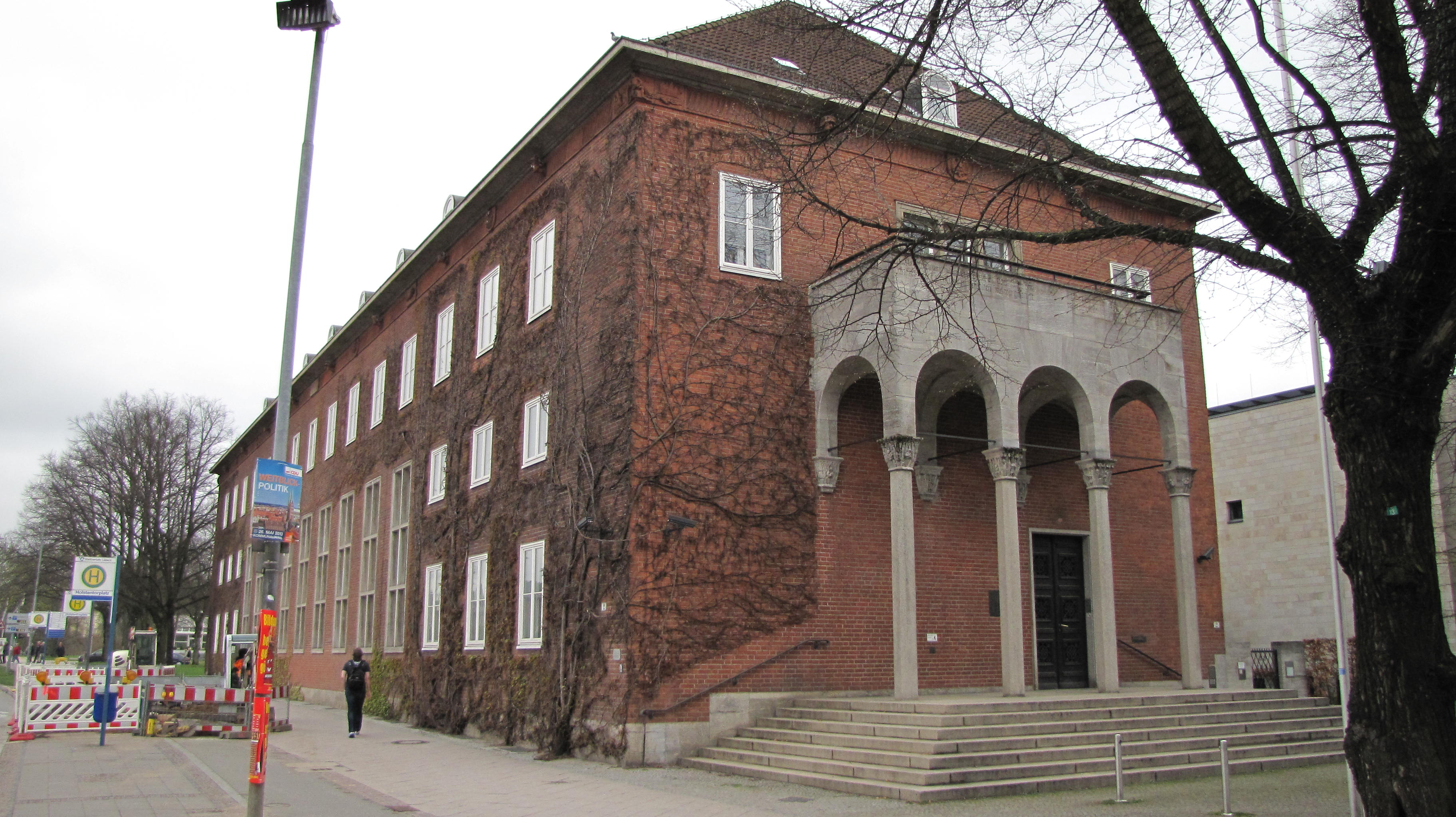
Reichsbank, Lübeck (1936)

Das Zahlenverhältnis zwischen den eingeladenen konservativen und modernen Architekten war ungefähr ausgeglichen. Die Entwürfe aller Teilnehmer differierten nicht so stark, wie man vielleicht hätte vermuten können. Allen Teilnehmern gemein war die völlige Abkehr von tradierten Formen, wie sie für Banken im 19. Jahrhundert und bis zu Beginn des Ersten Weltkriegs üblich waren; alle verzichteten auf Ornamentik oder Dekoration. Eine typisch nationalsozialistische Repräsentationsarchitektur gab es noch nicht. An eine Auftragsvergabe an den Gewinner des Wettbewerbs war laut den Auslobungsunterlagen nie gedacht worden, der Gewinner sollte lediglich dem Reichsbank-Baubüro zuarbeiten. Schließlich wurde der Entwurf von Wolff, außer Konkurrenz eingereicht, direkt umgesetzt. Vor diesem Hintergrund ist die oft kolportierte persönliche Einflussnahme Hitlers neu zu bewerten. Der umgesetzte Entwurf von Wolff trug durchaus gemäßigt moderne Züge.

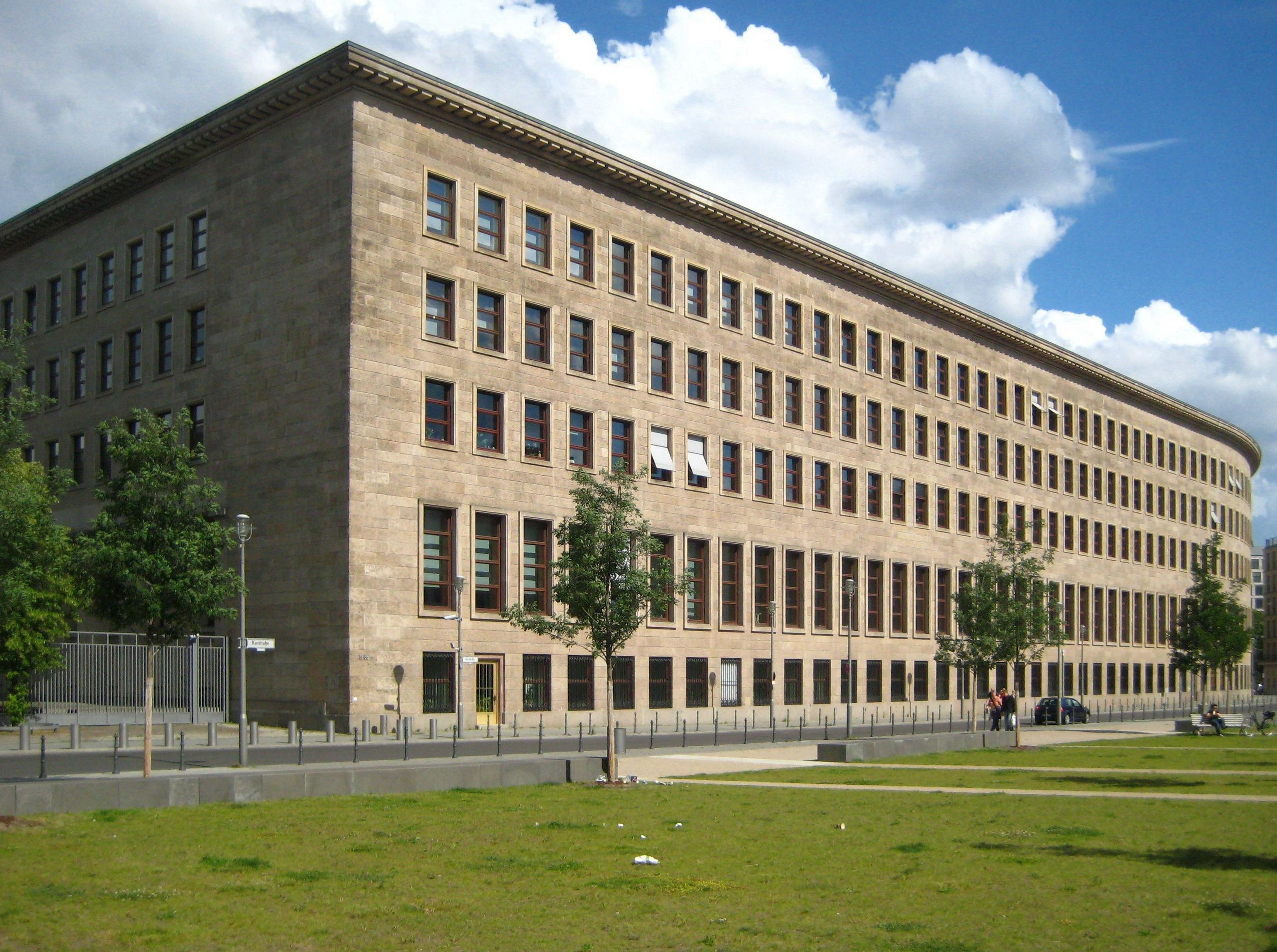
Reichsbank, Berlin-Mitte (1940)

Im Jahr 1919 entwarf Wolff das Stahlhelmdenkmal auf dem Spandauer Friedhof In den Kisseln in Falkenhagener Feld, 1923 gemeinsam mit dem Stadtbaurat Karl Elkart das Denkmal für die Gefallenen des 5. Garde-Regiments zu Fuß, ebenfalls in Berlin-Spandau.

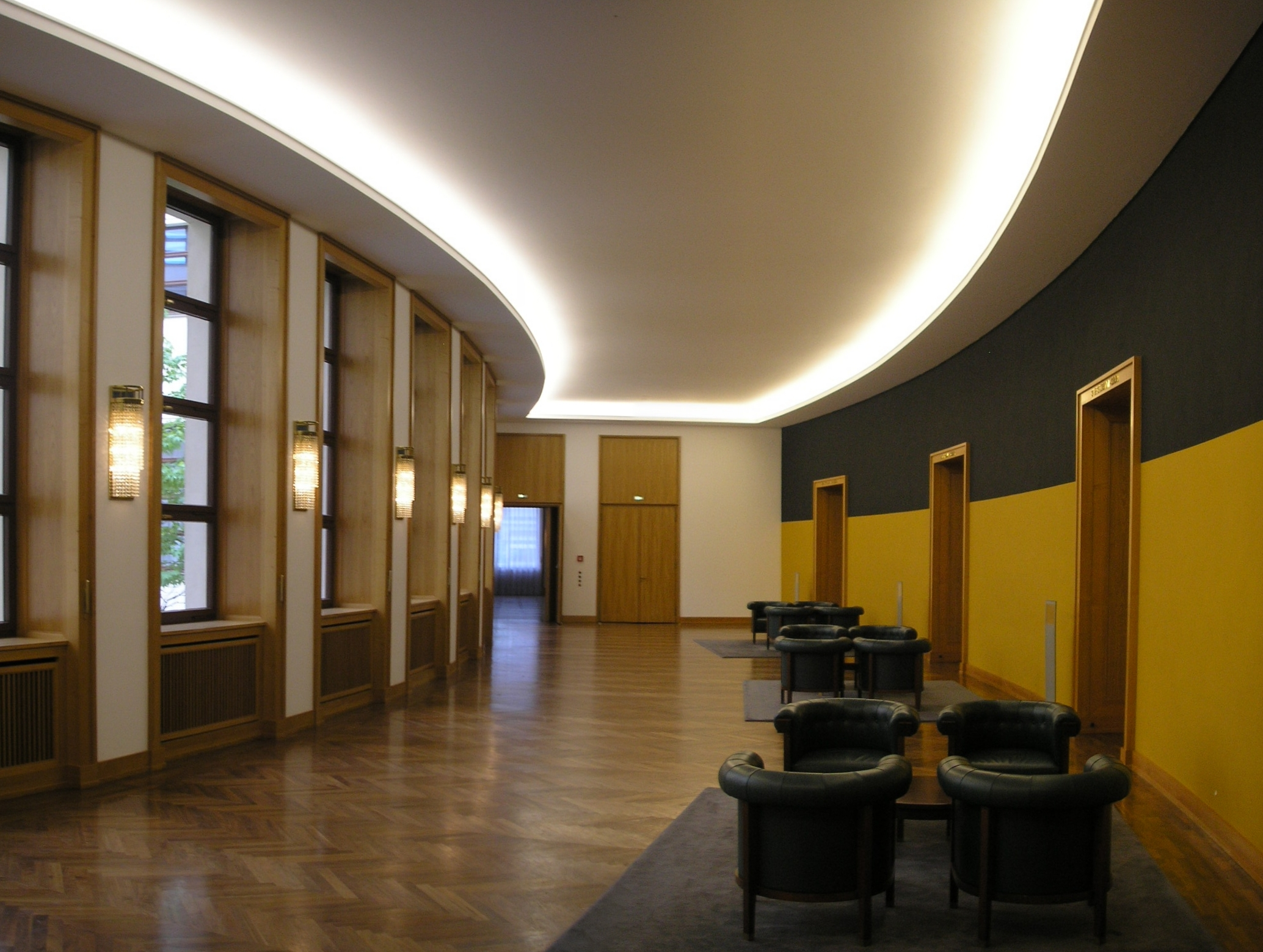
Reichsbank, Berlin-Mitte (1940)

Zu den diversen Bauten des Reichsbank-Baubüros, die nach Entwürfen bzw. unter der Leitung von Heinrich Wolff entstanden, gehören z. B.:
- 1925: Grabmal für den Reichsbankpräsidenten Rudolf Havenstein in Berlin-Dahlem, auf dem St.-Annen-Friedhof
- 1926–1928: Reichsbank-Hauptstelle Königsberg (Ostpreußen), Schlossplatz
- 1927: Reichsbank-Stelle Erlangen
- 1928: Beamtensiedlung in Berlin-Schlachtensee, Spanische Allee / Breisgauer Straße / Dubrowstraße (Mitarbeiter: Rudolf Ullrich)
- 1927–1929: Wohn- und Geschäftshaus, Jüdenstraße 41, Berlin-Spandau[2]
- 1928–1930: Reichsbank-Hauptstelle Dresden, Akademiestraße
- 1931–1933: Reichsbank-Hauptstelle Frankfurt am Main, Taunusanlage 4/5
- 1934–1936: Reichsbank-Hauptstelle Lübeck, Holstentorplatz
- 1936–1937: Reichsbank-Stelle Koblenz, Neustadt 6/7
- 1936–1940: Reichshauptbank in Berlin
- 1939–1940: Reichsbank-Stelle Schwabach, Südliche Ringstraße 7

Insgesamt realisierte das Reichsbank-Baubüro zwischen 1922 und 1938 über 100 Bauten. Diese Gebäude wurden nach 1945 in der Bundesrepublik Deutschland, sofern sie den Zweiten Weltkrieg unzerstört überstanden, zumeist von den neu gegründeten Landeszentralbanken übernommen.
Häufig wird Heinrich Wolff irrtümlich als Mitherausgeber einen Bildbandes über die Neue Reichskanzlei von Albert Speer genannt.